# Corocoro

Corocoro är huvudstad i provinsen Pacajes omkring 120 kilometer söder om La Paz i Bolivia. Staden ligger 4 020 meter över havet vid floden Desaguadero.

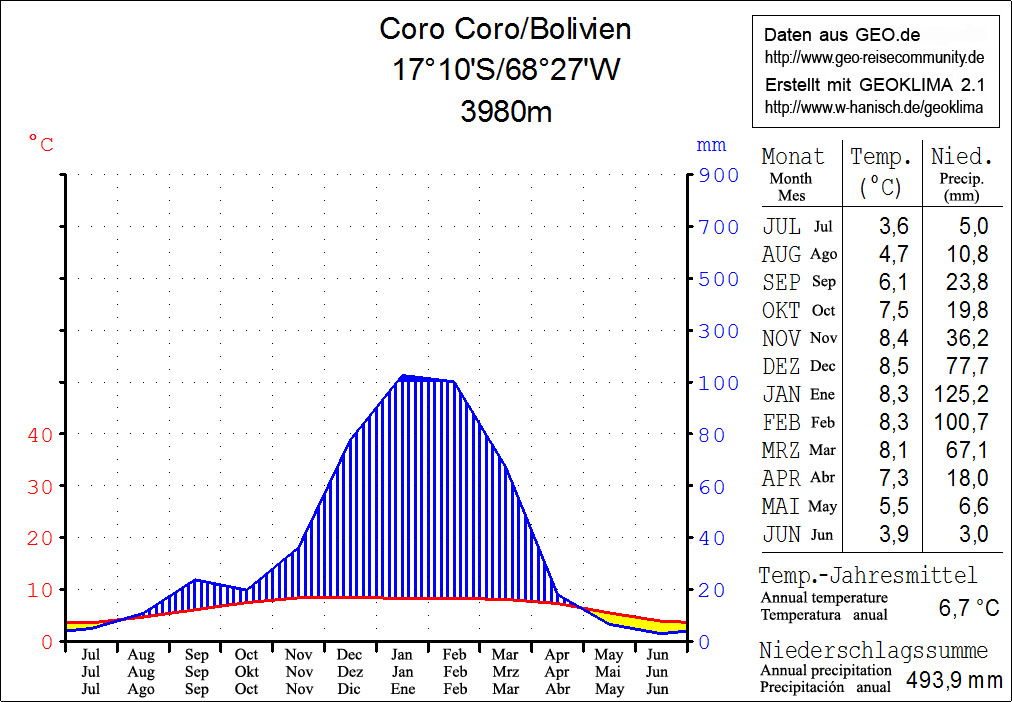
Corocoro

Bolivias största koppargruva, som stängdes 1985, låg i Corocoro. Under den spanska koloniseringen av Amerika hade området runt staden tillsammans med Oruro de viktigaste guld- och silverkällorna.